# Vampire: Die Maskerade
Vampire: Die Maskerade (engl. Vampire: The Masquerade) ist ein Pen-&-Paper-Rollenspiel des Verlags White Wolf, welches von Feder und Schwert ins Deutsche übersetzt und vertrieben wurde. Konzipiert wurde das Spiel von Spieleautor Mark Rein Hagen.
Die Spielwelt von Vampire: Die Maskerade ist in einer alternativen Gegenwart angesiedelt und ist trotz der Gemeinsamkeiten (Vampire und Großstädte) unabhängig von Chronik der Vampire entstanden. Sie ist Teil der so genannten World of Darkness (deutsch „Welt der Dunkelheit“). Es wurden auch Ablegersysteme produziert, die das Spiel in anderen Epochen beinhalten, das bekannteste davon ist Vampire aus der Alten Welt. Der US-amerikanische Publisher Activision veröffentlichte insgesamt drei Computer-Rollenspiele, Redemption (2000), Bloodlines (2004) und Swansong (2022). Die Hintergrundwelt des Spiels diente zudem als Grundlage für die Fernsehserie Embraced – Clan der Vampire, die von Aaron Spelling produziert wurde.
Vampire: Die Maskerade bezeichnet sich als „Erzählrollenspiel“ und „Spiel um persönlichen Horror“. Hierbei soll das Hauptaugenmerk auf einer interessanten Geschichte und der Erzeugung einer düsteren Atmosphäre liegen. Die Charaktere sind zumeist im Sinne des Spiels selbst Vampire. Die Spieler setzen sich mit deren düsteren Instinkten auseinander und beobachten den moralischen Verfall und den Prozess, wie aus einem normalen Mensch ein Monster wird. Neben Vampiren sind auch deren menschliche Diener und Verbündete spielbar, aber in jedem Fall sind alle Charaktere in die vampirische Gesellschaft integriert.
Es gibt in vielen größeren Städten auch LARP-Gruppen, die dieses Spiel spielen.

## Hintergrund
In Vampire: Die Maskerade beherrschen uralte Vampire aus dem Verborgenen heraus die Zivilisation und ringen in einem schon seit Jahrtausenden andauernden Machtkampf um die Vorherrschaft. Menschen sind dabei genauso ihre Marionetten wie jüngere Vampire.

## Vampirbild
Die westlichen Vampire führen ihre Existenz auf Kain, den ersten Mörder, zurück und bezeichnen sich deshalb auch als „Kainskinder“ oder „Kainiten“ (nicht zu verwechseln mit der Sekte der Kainiten). Vampirismus ist demnach das von Gott Kain zur Strafe auferlegte Kainsmal. In Afrika gibt es eine Gruppe von Vampiren, die sich Laibon nennt. Sie haben eine andere Kultur und andere Traditionen, sind aber mit den Kainskindern verwandt. Im asiatischen Raum existieren gänzlich andersartige Vampire, die sich selbst Kuei-jin nennen und sich in vielen Punkten von den Kainiten unterscheiden und diese auch töten; beide stehen aber nicht im Fokus des Spieles.
Kainiten sind wandelnde Leichname. Sie haben keinen Herzschlag, altern nicht und nehmen keine Nahrung mehr zu sich. Lediglich das Blut in ihren Adern, die so genannte Vitae, animiert den toten Körper. Da die Vitae sich aber mit der Zeit verbraucht, muss ein Vampir regelmäßig Blut nachtrinken, um nicht in einen Zustand der Starre zu verfallen.
Wie in den meisten Versionen des Vampirmythos werden Kainiten durch Sonnenlicht verbrannt, jedoch besitzen sie in der Regel ein Spiegelbild und können nicht fliegen. Auch Silber und Knoblauch zeigen keinen nennenswerten Effekt auf die meisten Vampire. Der Pflock durchs Herz ist sehr wohl gefährlich für den Vampir, auch wenn er diesen nicht tötet, sondern nur lähmt.
Menschen werden zu Vampiren, indem sie durch die so genannte „Umarmung“ erschaffen werden. Dafür muss dem Menschen erst durch einen Vampir all sein Blut entzogen werden. Danach lässt der Vampir den Menschen, kurz bevor er stirbt, etwas von dem Blut des Vampirs trinken; der populäre Biss – oder auch die drei Bisse in drei verschiedenen Nächten – reichen nicht aus. Das Vampirblut wird hierbei von Generation zu Generation schwächer. Während die zweite und dritte Generation (nach Kain) noch als Wesen mit beinahe göttlichen Kräften beschrieben werden (Vorsintflutliche), sind die Vertreter der vierzehnten und fünfzehnten Generation von normalen Menschen beinahe nicht mehr zu unterscheiden. Ein Mensch, der von einem Vampir der 6. Generation „umarmt“ wird, ist allerdings ein Vampir der 7. Generation. Die Generation ist also abhängig von der Generation des „Vaters“. Die fünfzehnte Generation ist außerdem außerstande, selbst kainitische Kinder zu erschaffen. Um die mystische Macht seines eigenen Blutes zu stärken, begehen einige Vampire Diablerie. Hierbei trinkt ein Vampir von einem anderen, bis dessen endgültiger Tod eintritt. War die Generation des so Getöteten potenter als die seines Mörders, stärkt das dessen Vitae permanent und vergrößert so seine Macht. In den meisten Zusammenhängen gilt Diablerie allerdings als schweres Vergehen und Perversion, da man so die Seele des Opfers raubt und ihm jegliche Möglichkeit auf Erlösung verwehrt.
Vampire besitzen je nach Clanszugehörigkeit (siehe unten) mehrere sogenannte Disziplinen, die ihnen weitere, übernatürliche Kräfte verleihen. So verleiht die Disziplin „Beherrschung“ Macht über Andere (vergleichbar mit Hypnose), während die Disziplin „Gestaltwandel“ den Vampir befähigt, sich in Tiere zu verwandeln oder tödliche Krallen aus seinen Fingern wachsen zu lassen. Jeder Clan hat am Spielbeginn drei Disziplinen, die typisch für den Clan sind. Einige dieser Disziplinen sind stark mit einem bestimmten Clan assoziiert (z. B. „Nekromantie“ mit den Giovanni oder „Thaumaturgie“ mit den Tremere) und für Außenstehende oft nur schwer zu erlernen, andere stehen allen Kainiten zur Verfügung. Nur sehr wenige Disziplinen sind wirklich exklusiv einem bestimmten Clan oder Blutlinie vorbehalten.

## Gesellschaft
Die Gesellschaft der Vampire wird im Wesentlichen von zwei Strukturen gebildet: den Clans und den Sekten. Clans führen ihre Abstammung auf einen mächtigen Gründer zurück, zumeist einen Angehörigen der dritten Generation, die man auch als Vorsintflutliche bezeichnet. Die Mitglieder eines Clans stehen in einem engen gesellschaftlichen und verwandtschaftlichen Verhältnis und teilen gewisse mystische Stärken und Schwächen. Die meisten Clans haben im Laufe der Geschichte auch Abspaltungen von Mitgliedern erlebt, die nicht mehr mit dem Mainstream konform gingen. Auf diese Weise entstanden als Antitribu bekannte „Anticlans“, die zwar vom Verwandtschaftsgrad her meist nicht vom Stammclan abweichen, aber politisch und philosophisch konträr zu ihm stehen. Außerdem existiert noch eine Reihe kleiner Blutlinien, die meistenteils von einem der großen Clans abstammen, aber oft auch ungeklärter Herkunft sind. Der wesentliche Unterschied zwischen einer Blutlinie und einem Clan liegt allerdings meistens nur in der politischen Macht der Gruppe. So gibt es Präzedenzfälle von Blutlinien, die zum Clan aufgestiegen sind, und von Clans, die ihren Status als solchen einbüßen mussten.
In der Gegenwart sind eigentlich nur noch zwei Sekten von nennenswerter Bedeutung, die Camarilla und der Sabbat. Der größte Teil der Kainiten zählt sich zumindest nominell zu einer der beiden Organisationen, womit diese die eigentlichen Machtblöcke der Gesellschaft darstellen. Während die Camarilla die Traditionen aufrecht hält und die Existenz von Vampiren vor der Menschheit verschleiert, agiert der Sabbat offen, gewalttätig und tierhaft. Theoretisch existiert noch eine weitere „Gruppe“ oder Klassifizierung, die „Unabhängigen“ (Anarchen genannt), die sich allerdings nicht unter irgendeine Form von Dachorganisation stellen, sondern in der jeder Clan für sich (mehr oder weniger) allein agiert.
Auch Menschen haben ihren Platz in der Vampirgesellschaft. Da der Konsum von Vampirblut einen Menschen emotional an den Spender bindet, haben sie meist die Rolle willenloser Sklaven, die man Ghule nennt.

### Clans der Camarilla
Brujah
Brujah haben eine sehr niedrige Reizschwelle. Daher sind Angehörige des Clans oft als Krawallmacher verschrien. Im Grunde sind Brujah die geborenen Revolutionäre, die stets von einem gesellschaftlichen Umschwung träumen und meist auch auf die eine oder andere Art und Weise darauf hinarbeiten, allerdings extrem unkoordiniert und nur selten von Erfolg gekrönt. Ein gemeinsames Ziel, das die Brujah schon seit ältesten Tagen der Kainiten verfolgen, ist eine Gesellschaft, in der Mensch und Vampir in Harmonie und Einklang leben. Früher sollen Brujah weniger gewaltbereit und überzeugtere Philosophen und Denker gewesen sein. Es gibt Gerüchte, dass die Brujah beim Fall Karthagos (ihrer damaligen Hochburg) in ihrer alten Form vernichtet wurden und nur eine sehr gewalttätige Blutlinie bestehen blieb, von der sich die heutigen Brujah ableiten. Der Clan Brujah gehört zur Camarilla, allerdings existiert ein äußerst brutaler Antitribu im Sabbat.
Die Clansdisziplinen der Brujah sind Präsenz, Stärke und Geschwindigkeit. Die Schwäche des Clans ist die niedrige Rasereischwelle.
Malkavianer
Malkavianer haben gemein, dass sie alle verrückt sind und jeder von ihnen mindestens eine besondere Geisteskrankheit hat. Da das so ziemlich jede Form der Störung sein kann, erschöpft sich damit die Charakterisierung des „typischen“ Clansangehörigen auch schon. Da sie auch die Fähigkeit besitzen, andere Wesen wahnsinnig zu machen, fürchtet man sie meistens, doch schätzt man auch ihre Meinung als Berater, da vielen von ihnen durch ihre verrückte Sicht auf die Welt eine Art Erleuchtung zuteilwird. Sie bezeichnen sich selbst auch gerne als Clan der Erleuchteten oder Clan des Mondes. Sie sind in Sabbat und der Camarilla aktiv. Obgleich sich die Malkavianer des Sabbats Antitribu nennen, ist zwischen beiden Zweigen nur selten ein merklicher Unterschied auszumachen. Einige Jahrhunderte lang fehlte den Malkavianern der Camarilla die Fähigkeit, ihre Geisteskrankheit mittels der Disziplin Irrsinn zu übertragen. Stattdessen verfügten sie über die hypnoseartige Kraft der Beherrschung. 1997 änderte sich das plötzlich. Irrsinn breitete sich unter den Malkavianern wie eine ansteckende Krankheit aus, so dass heute beinahe alle wieder über diese Furcht erregende Gabe verfügen. Die Malkavianer verfügen seither auch über das so genannte Netzwerk des Wahnsinns – eine auf Wahnsinn beruhende Art geistiger Verbindung, die es ihnen ermöglicht, untereinander zu kommunizieren.
Die Clansdisziplinen der Malkavianer sind Irrsinn, Verdunkelung und Auspex. Die Schwäche des Clans ist die Geistesstörung, die jeder mit sich trägt. Bis zur 3. Edition hatten Malkavianer statt der Disziplin Irrsinn die Disziplin Beherrschung als Clansdisziplin, da ihnen bei der Gründung der Camarilla die Weitergabe des gefürchteten Irrsinns verboten wurde.
Nosferatu
Nosferatu sind äußerlich hässliche und abstoßende Kreaturen. Nur ihr außerordentliches Geschick, sich zu verstecken und ihre Gegenwart zu verschleiern, verhindert, dass man sie als die Monster erkennt, die sie sind. Dieses Talent macht sie auch zu ausgezeichneten Spionen, die ein claninternes Informationsnetzwerk aufgebaut haben, das trotz moralischer Unstimmigkeiten über die Grenzen der Sekten reicht. Dennoch wird der Clan der Nosferatu der Camarilla zugerechnet mit einem Antitribu im Sabbat. Andere Vampire mögen in der Regel die Nosferatu nicht, blicken auf sie herab und fühlen sich außerordentlich unwohl in ihrer Gegenwart. Das rührt mitunter daher, dass die Nosferatu sie an ihrer aller Natur als Monster und ihre innere Hässlichkeit erinnern, die die Nosferatu äußerlich tragen. Außerdem kann man nie wissen, was ein Nosferatu über einen weiß, weshalb sie aber auch so wertvoll sind. Die Nosferatu leben großteils in der Kanalisation, die sie von Grund auf beherrschen und wohin sich kaum andere Vampire wagen, allerdings trauen sie sich im Gegenzug auch nur selten an die Oberfläche.
Die Clansdisziplinen der Nosferatu sind Stärke, Verdunkelung und Tierhaftigkeit. Die Schwäche des Clans ist das abstoßende Erscheinungsbild.
Toreador
Die Toreador verstehen sich im Allgemeinen als Künstler, die auch tatsächlich von allen Clans am besten und meisten mit der menschlichen Gesellschaft (zumindest ihren besseren Kreisen) interagieren. Schönheit kann sie völlig in ihren Bann ziehen. Sie sind ein Grundpfeiler der Camarilla. Die Toreador Antitribu im Sabbat unterscheiden sich im Wesentlichen darin, dass Schmerz und Grausamkeit für sie Kunst ist.
Die Clansdisziplinen der Toreador sind Auspex, Präsenz und Geschwindigkeit. Die Schwäche des Clans ist der „Bann der Schönheit“, der sie vorübergehend außerstande setzt, ihre Umwelt wahrzunehmen, wenn ihre Aufmerksamkeit von etwas gefangen wird, dass der Betreffende als schön erachtet. Dies kann unter anderem ein Mensch, ein Bild oder (im schlimmsten Fall) auch ein malerischer Sonnenaufgang sein.
Tremere
Die Tremere waren einst sterbliche Magier. Auf der Suche nach Unsterblichkeit stahlen sie zunächst die Vitae einiger Tzimisce und wurden in ihren Experimenten so zu Kainiten, was ursprünglich nicht ihr Ziel war. Aus Machtgier spürte ihr Gründer Tremere mehrere Vorsintflutliche auf, wählte Saulot, den Gründer der Salubri und beging Diablerie an ihm. Die Tremere, die eine Form der Blutmagie entwickelt haben, wurden in der Vergangenheit als Usurpatoren verachtet, sind aber ein fester Bestandteil der Camarilla geworden. Ihr Antitribu im Sabbat wurde (offiziell) vollständig von ihnen ausgelöscht.
Die Clansdisziplinen der Tremere sind Thaumaturgie, Auspex und Beherrschung. Die Schwäche des Clans ist die selbstauferlegte Bindung aller Mitglieder des Clans an den Clan.
Ventrue
Die Ventrue sind die Führer und Herrscher der Vampire. Sie schlüpfen in die Rolle von Adligen und Politikern der Nacht. In dieser Rolle gehen sie in der Camarilla völlig auf. Die Ventrue Antitribu im Sabbat betrachten sich eher als Kreuzritter im Krieg gegen die Feinde der Sekte.
Die Clansdisziplinen der Ventrue sind Präsenz, Beherrschung und Seelenstärke. Die Schwäche des Clans ist der „erlesene“ Geschmack. Sie sind wählerisch. Jeder Ventrue ist auf ein bestimmtes Beuteschema spezialisiert. Das können beispielsweise blonde Frauen sein oder Angehörige einer bestimmten gesellschaftlichen Schicht. Letztlich hängt diese Einschränkung von jedem Ventrue persönlich ab. Der Betreffende ist außerstande und/oder nicht willens, von einer anderen Nahrungsquelle Blut anzunehmen.

### Clans des Sabbat
Lasombra
Die Lasombra sind das Herz des Sabbats. Viele von ihnen verstehen sich außerordentlich darauf, Menschen und Organisationen zu manipulieren, ein großer Teil ist aber auch in bester Sabbattradition grausam und gewalttätig. Sie sind in der Lage, Schatten zu kontrollieren, die ihnen als Waffen, Helfer und mächtige Werkzeuge dienen. Die Angehörigen des Clans haben gemein, dass sie kein Spiegelbild besitzen. Die Lasombra Antitribu der Camarilla sind das krasse Gegenteil ihrer Sabbatbrüder. Sie halten die Traditionen hoch und sind Musterbeispiele der Disziplin. Große Manipulatoren sind sie jedoch meist alle. Im Sabbat hatten sie zu Beginn die annähernd absolute Kontrolle inne. Allerdings machten ihnen die Tzimisce die Position mit der Zeit streitig und gelten mittlerweile als die heimlichen Führer des Sabbat.
Die Clansdisziplinen der Lasombra sind Schattenspiele, Beherrschung und Stärke. Die Schwäche des Clans liegt in der Tatsache, dass seine Angehörigen kein Spiegelbild besitzen, sowie in der erhöhten Empfindlichkeit gegenüber Sonnenlicht.
Tzimisce
Tzimisce sind die Seele des Sabbat. Grausam, monströs und überlegen zu sein ist für die meisten das einzige Ideal. Ebenso bevorzugen sie intelligente, ja schon geniale Menschen als „Neue“, wobei sie hier eher jemanden vom Kaliber eines Hannibal Lecter als dem eines Albert Einsteins aufnehmen würden. Ihre Stammländereien liegen in den Karpaten, was sie wohl zum Archetypen des transsilvanischen Aristokratenvampirs macht. Sie können lebendes und vampirisches Fleisch formen, was viele von ihnen nutzen, um sich selbst immer wieder zu verwandeln. Oft wird diese Gabe aber auch als grauenvolle Waffe verwendet. Im Sabbat haben sie mit der Zeit immer mehr die Kontrolle an sich gerissen. Außerhalb des Sabbats existieren beinahe keine Tzimisce.
Die Clansdisziplinen der Tzimisce sind Fleischformen, Auspex und Tierhaftigkeit. Die Schwäche des Clans besteht darin, dass sie zunehmend an Kraft verlieren, wenn sie nicht von Heimaterde umgeben sind. Diese Eigenschaft mag Ursache oder Ergebnis ihrer ausgeprägten Territorialität sein.

### Unabhängige Clans
Assamiten
Die Assamiten stehen in dem Ruf, blutrünstige Meuchelmörder zu sein. Diablerie ist in der Tat ein essentieller Bestandteil ihrer Kultur, da sie sich auf diese Weise ihrem Clansgründer Haqim annähern wollen. Für sie stellt die Jagd auf andere Vampire einen essentiellen Teil ihrer Kultur dar. Tatsächlich teilt sich der Clan aber in drei Blutlinien auf: die Krieger, die Hexer und die Wesire. Das macht ihn zu einer hoch variablen Gesellschaft mit vielen hervorragenden Spezialisten in den unterschiedlichsten Gebieten. Sie sind in aller Regel unabhängig von den Sekten, doch existiert ein Antitribuzweig im Sabbat.
Die Clansdisziplinen der Hauptblutlinie der Assamiten sind Quietus, Verdunkelung und Geschwindigkeit. Die Schwäche des Clans ist die Sucht nach dem Blut anderer Vampire. Während der zweiten Edition des Spiels kam diese Schwäche jedoch nicht zum Tragen, da der Clan dazu verflucht war, dass das Blut anderer Vampire für sie giftig ist.
Gangrel
Die Gangrel werden zu Recht als Clan des Tieres bezeichnet. Sie jagen im Gegensatz zu den meisten Vampiren, die eher urbane Wesen sind, auch oft in der Wildnis. Die Verbindung zu der raubtierhaften Bestie, die in allen Vampiren steckt, ist bei ihnen sehr viel stärker ausgeprägt und lässt sie mit der Zeit auch äußerlich immer tierischer erscheinen. Die Gangrel sind noch nicht lange unabhängig, da sie erst vor kurzem die Camarilla verließen; es gibt jedoch weiterhin viele Vertreter ihres Clans in dieser Sekte. Im Sabbat existiert außerdem ein Antitribuzweig, die sogenannten Stadtgangrel.
Die Clansdisziplinen der Gangrel sind Tierhaftigkeit, Seelenstärke und Gestaltwandel. Die Schwäche des Clans ist das Annehmen dauerhafter tierhafter Züge infolge jeder Raserei.
Giovanni
Die Giovanni waren ursprünglich eine Familie venezianischer Händler, die sich der Nekromantie hingaben. Auf Grund des gemeinsamen Interesses am Tod machte der Clan der Kappadozianer einen großen Teil der Familie zu Vampiren. Ihr Oberhaupt Augustus Giovanni dankte es ihnen, indem er am Gründer der Kappadozianer Diablerie beging und ihren Clan ausrottete. Die Giovanni halten sich aus den Streitigkeiten der Sekten weitestgehend heraus und widmen sich ihrem Studium des Todes. Sie sehen bleicher aus als andere Vampire, viel mehr wie lebende Leichen. Giovanni machen in der Regel nur Mitglieder der eigenen Familie zu Vampiren und pflanzen sich auch als Menschen fast nur mit Mitgliedern ihrer Familie fort. Es ist der einzige Vampirclan, der der menschlichen Blutsverwandtschaft hohe Bedeutung zuspricht.
Die Clansdisziplinen der Giovanni sind Nekromantie, Beherrschung und Stärke. Die Schwäche des Clans ist, dass ihr Biss im Gegensatz zu dem anderer Vampire durch den bei ihnen verbreiteten Inzest und die dadurch bedingten Schädigungen ihres Blutes ihren Opfern große Schmerzen und auch oft den Tod bringt, und nicht die ekstatische Starre, die ein Opfer normalerweise das Trinken als etwas Angenehmes empfinden lässt.
Jünger des Seth
Die Jünger des Seth stammen aus Ägypten und führen ihre Abstammung nicht auf Kain, sondern auf den Gott Seth zurück. Die Geschichtsschreibung anderer Clans hält das allerdings für Propaganda und spricht von Seth als einem der 13 Vorsintflutlichen. Ungeachtet welche Version der Wahrheit entspricht, verehren die Jünger des Seth ihren Gottvater und haben eine starke Verbindung zu Schlangen. Sie sind unabhängig von den Sekten, obgleich Antitribus unter dem Namen „Schlangen des Lichts“ im Sabbat aktiv sind. Sie sind ein sehr zurückgezogener Clan, über den unter den anderen Vampiren viele Gerüchte kreisen. Die bemerkenswerteste Fähigkeit der mächtigen Sethiten ist die Möglichkeit, ihr Herz aus ihrem Körper zu entfernen und an einem sicheren Ort zu verstecken. Solange ihr Herz unbeschadet weiterschlägt, ist ihr Körper unsterblich.
Die Clansdisziplinen der Sethiten sind Serpentis, Präsenz und Verdunkelung. Die Schwäche des Clans ist die extrem hohe Lichtempfindlichkeit.
Ravnos
Die Ravnos sind Nomaden. Sie haben eine starke Verbindung zum wandernden Volk, auch wenn beinahe jeder ein Ravnos sein könnte, denn ihre wesentliche Begabung ist die Täuschung anderer. Sie können alle Arten von Illusionen erschaffen. Man unterstellt ihnen oft, Diebe zu sein, aber das entspricht nicht ganz der Wahrheit – viele sind nämlich auch Betrüger, Lügner, Glücksspieler oder Mörder. Die Majorität des Clans ist unabhängig, doch eine kleine Gruppe von Ravnos ist dem Sabbat zugehörig.
Die Clansdisziplinen der Ravnos sind Seelenstärke, Chimären und Tierhaftigkeit. Die Schwäche des Clans ist die Lust an der Täuschung.

### Wichtige Blutlinien
Kappadozianer
Die Kappadozianer gingen dem Studium des Todes nach, lange bevor die Giovanni existierten. Bis ins Mittelalter waren sie eine feste Größe in der Vampirgesellschaft, da sie im Ruf standen, große Weisheit und Macht zu besitzen. In der Gegenwart gelten sie als ausgestorben, doch trifft man gelegentlich auf Vampire, die diesem einstmals mächtigen Clan zu entstammen scheinen. So gibt es einige Giovanni, die die leichenhafte Blässe der Kappadozianer teilen. Die Blutlinie der Samedi, die an Zombies erinnert und auch einen Totenkult betreibt, ist ganz offenkundig ein Spross der Kappadozianer; ebenso die Sendboten des Todes, die im Sabbat aktiv sind und wie wandelnde Leichen erscheinen. Schließlich existiert in Afrika noch eine Gruppe, die sich selbst Mla Watu nennt. Sie sind in der Tat Kappadozianer, denen es gelungen ist, vor dem Angriff der Giovanni zu fliehen und sich eine Außenseiterposition unter den fremdartigen Vampiren Afrikas zu erarbeiten.
Salubri
Einst standen die Salubri im Ruf, ehrenhafte, edle Wesen zu sein. Sie teilten sich auf in Krieger, die keine Bitte um Hilfe ausschlagen konnten und Heiler, die außerstande waren, einem Wesen gegen seinen Willen ein Leid zuzufügen. Ihr Gründer Saulot soll ein weiser, mächtiger und edler Weltreisender gewesen sein. Ihnen allen war gemein, dass sich beim Anwenden ihrer Disziplin ein drittes Auge auf der Stirn öffnete. Als Tremere zum Vampir wurde, verunglimpfte er diesen Clan als Seelendiebe und schaffte es so, dass sie in ganz Europa gejagt wurden. Dies schwächte schließlich den Clan so sehr, dass Tremere Saulot, den Gründer, diablerieren konnte. Heute existieren immer noch zwei Formen der Salubri: Auf der einen Seite eine Handvoll von Heilern, wahrscheinlich weniger als zehn Individuen. Auf der anderen Seite die Salubri Antitribu des Sabbats, die zahlenmäßig stark vertreten sind und sich wie die meisten Mitglieder dieser Sekte zu grausamen Monstern entwickelt haben, die ihre Kraft dazu nutzen, Schmerz und Zerstörung anzurichten. Die Nkulu Zao in Afrika sind Abkömmlinge der Salubri, die hier einen Fluchtpunkt fanden, ähnlich wie die Mla Watu (Kappadozianer). Viele Sagen drehen sich um Saulot, so soll er auf seinen Reisen bis nach Asien vorgedrungen sein. Auch wird er immer wieder gesichtet und Vermutungen besagen, dass er bei Gehenna eine wichtige Rolle spielen soll.
Baali
Die Baali sind Infernalisten. Sie beten Dämonen an und streben danach, immer dämonischer zu werden. Wenn es etwas gibt, das sie nicht sind, dann sind das Satanisten. Sie feiern keine schwarzen Messen und opfern in Roben gehüllt Tiere, sondern sie zersetzen und verderben auf äußerst gekonnte Weise die gesamte Gesellschaft von innen heraus. Wurden sie im Mittelalter noch gejagt, so ist man sich in der Gegenwart ihrer Existenz kaum noch bewusst, was ihnen ihr Spiel deutlich erleichtert. Ihre Herkunft ist mysteriös, klar scheint nur, dass sie schon außerordentlich lange existieren. Die Frage nach einem Gründer der Linie liegt ebenso im Nebel der Geschichte, doch gibt es Gerüchte und Hinweise darauf, dass sie Kinder des als so edel geltenden Saulots sind.

## Vampir-Settings
Während in Vampire: Die Maskerade die Spieler als Vampire westlich-moderner Prägung vor dem Hintergrund der modernen Welt agieren, wurden in weiteren Hintergrundbänden verschiedene Epochen und eher ungeläufige Regionen mit teils sehr andersartigen Vampiren vorgestellt.

### Mittelalter: Vampire aus der Alten Welt
Vampire: The Dark Ages erschien 1996 und beschrieb die Welt der Vampire im Jahr 1197 im Europa des finsteren Mittelalters. Die in Vampire: Die Maskerade grundlegende politischen Strukturen sind noch nicht geschaffen, die beiden großen Sekten existieren noch nicht und unter den 13 spielbaren Vampirclans finden sich neue Namen (Kappadozianer), während andere noch als Blutlinien existieren (Giovanni) bzw. um ihre noch junge Existenz fürchten müssen (Tremere).
2002 erschien mit Dark Ages: Vampire eine Art Neustart des Settings, welcher die Spielzeit auf das Jahr 1230 stellte und zugleich als Beginn der Dark Ages-Reihe fungiert – die Welt des finsteren Mittelalters wurde in der Folgezeit mit Zusatzbänden um die aus der Moderne bekannten weiteren Spiellinien der Welt der Dunkelheit erweitert (Dark Ages: Werewolf, Dark Ages: Mage, Dark Ages: Inquisitor, Dark Ages: Fae). Diese brachten nur noch die für die spezielle Kreatur notwendigen Regeln mit und verwiesen für die Grundregeln auf Dark Ages: Vampire, welche inzwischen als kostenfreier PDF-Download erhältlich sind.
Der deutsche Verlag Feder & Schwert brachte beide Vampire-Spiele jeweils unter dem Titel Vampire aus der Alten Welt heraus; für die neue Fassung von 2002 ist jedoch nur das Grundbuch erschienen.

### Asien: Kinder des Lotos
1998 erschien mit Kindred of the East ein Hintergrundband zu den bereits verschiedentlich angedeuteten asiatischen Vampiren. Er wurde 1999 von Feder & Schwert unter dem Titel Kinder des Lotos auf Deutsch verlegt.
Die asiatischen Vampire, die sich selber überwiegend Kuei-Jin nennen, was als „chinesisch für Zehntausend Teufel“ beschrieben wird, sind eine völlig andere übernatürliche Art als die bekannten westlichen Vampire. Es sind in Körper zurückgekehrte verstorbene Seelen, die in der Hölle bereits gefoltert wurden und einen Weg zurück gefunden haben. Ihr „moralischer Kompass“ ist nicht die Menschlichkeit wie bei den Vampiren, sondern verschiedene auf asiatische Philosophen zurückgehende Pfade, Dharma genannt. Auch sind ihre Schwächen anders als bei den westlichen Vampiren und sie haben völlig andere Kräfte – und Ziele. Für die westlichen Vampire haben sie im Allgemeinen nur Verachtung über, da sie eigentlich nur wandelnde Tote sind und keinen Platz einnehmen im „Himmlischen Plan“.
Kindred of the East war die Eröffnung für das Year of the Lotus, es folgten weitere Quellen- und Hintergrundbände rund um den asiatischen Teil der Welt der Dunkelheit mitsamt seinen übernatürlichen Bewohnern, die sich zum Teil stark von ihren westlichen Pendants unterschieden. Diese Folgebände wurden nicht mehr ins Deutsche übersetzt.

### Victorian Age: Vampire
Ein weiteres historisches Setting, welches die viktorianische Ära beleuchtet. Viele der aus Vampire: Die Maskerade bekannten Setzungen lassen sich hier bereits nutzen.
Dieser Hintergrundband erschien 2002 und wurde nicht ins Deutsche übersetzt.

### Afrika:Kindred of the Ebony Kingdom
2003 erschien mit Kindred of the Ebony Kingdom ein Quellenband über die Vampire Afrikas, eines Kontinents, der in anderen Produkten von White Wolf bislang nur sehr sparsam beleuchtet wurde.
Die afrikanischen Vampire teilen sich zwar mit den westlichen Vampiren die Herkunft (sind also technisch Kinder Kains, anders als die Kinder des Lotos), waren aber über einen sehr großen Zeitraum von diesen isoliert und haben sich anders entwickelt. So ist ihnen der Kain-Mythos im Allgemeinen völlig unbekannt und ihre als „Legacies“ bezeichneten, clanartigen Familien sind zwar mit den Clans verwandt, weisen jedoch leicht veränderte Clannachteile auf.
Die Laibon, wie sich die afrikanischen Vampire nennen, haben im Gegensatz zu den westlichen Vampiren zusätzlich eine starke Verbindung zur Geisterwelt, was Einfluss auf ihr Äußeres und ihre Clansnachteile hat.
Auch dieser Hintergrundband ist nicht auf Deutsch erschienen.

## Weltuntergang
Das Buch Nod, eine uralte Sammlung voller Legenden und Überlieferungen der Kainiten, prophezeit die Nacht von Gehenna, in der die Vorsintflutlichen auferstehen und den Weltuntergang einläuten. In den offiziellen White-Wolf-Publikationen trat dieser tatsächlich 2004 ein und ließ die ganze Spielwelt untergehen. Dazu wurde ein Roman veröffentlicht sowie ein Quellenband, der verschiedene Szenarienoptionen für das Ende der Spielwelt innerhalb des Vampire: The Masquerade-Spiels anbietet. Für andere Spiele in der Spielwelt erscheinen z. T. vergleichbare Bücher.
Der Roman zum Ende von Vampire:
- Gehenna, The Final Night (2004, White Wolf) (ISBN 1-58846-855-0)
- Gehenna, die letzte Nacht (2004, Feder & Schwert) (ISBN 3-935282-98-2)

Der Quellenband:
- Gehenna (2004, White Wolf) (ISBN 1-58846-246-3)
- Gehenna (2004, Feder & Schwert) (ISBN 3-935282-97-4)

## Andere Versionen
Es existieren auch zwei GURPS-Quellenbände, die das Spiel auf die GURPS-Regeln adaptiert. Eines davon wurde auch auf Deutsch veröffentlicht (Pegasus Spiele).
- Vampire: The Masquerade (GURPS: Generic Universal Role Playing System), ISBN 1-55634-275-6 (1993)
- Vampire: The Masquerade Companion (GURPS: Generic Universal Role Playing System), ISBN 1-55634-285-3 (1994)
- Vampire: Die Maskerade (GURPS), ISBN 3-930635-09-7 (1996)

Mit Redemption  und Bloodlines existieren auch zwei Computerspiel-Adaptionen von Vampire: The Masquerade.
Das Sammelkartenspiel Vampire: The Eternal Struggle bedient sich ebenfalls der Elemente aus der World of Darkness, allerdings stellte White Wolf die Produktion 2010 ein.

## Jubiläums-Ausgabe
Am 27. September 2011 wurde anlässlich des 20-jährigen Jubiläums des Erscheinens eine neue Edition von Vampire: The Masquerade veröffentlicht, die auch als V20 bezeichnet wird. Das mehr als 500 Seiten starke Buch ist als PDF-Download und in einer Print-on-Demand-Version erhältlich. In der neuen Edition wurden einige Regeln überarbeitet. Generell war die gesamte Arbeit an dem Projekt durch einen Blog und Podcasts der Fangemeinde zugänglich, so dass Kritik geübt werden konnte.

Es gibt vier Versionen des V20-Buches:
1. Deluxe/Preorder Edition (Farbdruck mit Kunstledereinband)
2. Print-on-Demand – Schwarzweiß-Druck ohne volles Bleed mit Hardcover[6]
3. Print-on-Demand – Schwarzweiß-Druck ohne volles Bleed mit Softcover[6]
4. Print-on-Demand – Farbdruck mit Hardcover (früher getrennt in zwei Bände, heute einbändig)[6]

Jubiläumsausgaben zu Werewolf: The Apocalypse und Mage: The Ascension wurden angekündigt.
Außerdem sind Zusatzbücher zu V20 erschienen bzw. angekündigt worden: V20 Companion, From Dust to Dust, Hunters Hunted 2, Anarches Unbound und Children of the Revolution.
Hinsichtlich des Standes der Spielwelt ist V20 neutral gehalten. Aspekte, die sich über die vorherigen Editionen hinweg innerhalb der Spielwelt geändert haben (z. B. der Clansnachteil des Vampir-Clanes Assamite), werden in Form von Randnotizen erwähnt und als Optionen aufgeführt.